# Чемпионат мира по горнолыжному спорту 1935
5-й чемпионат мира по горнолыжному спорту прошёл с 22 по 25 февраля 1935 года в Мюррене, Швейцария.

## Общий медальный зачёт
| Место | Страна    | Золото | Серебро | Бронза | Всего |
| ----- | --------- | ------ | ------- | ------ | ----- |
| 1     | Австрия   | 3      | 0       | 1      | 4     |
| 2     | Германия  | 2      | 2       | 2      | 6     |
| 3     | Швейцария | 1      | 2       | 2      | 5     |
| 4     | Франция   | 0      | 2       | 1      | 3     |
| 5     | Норвегия  | 0      | 0       | 1      | 1     |

## Медалисты

### Мужчины
| Дисциплина       | Золото         | Серебро    | Бронза                          |
| ---------------- | -------------- | ---------- | ------------------------------- |
| Скоростной спуск | Франц Цингерле | Эмиль Алле | Вилли Штойри                    |
| Слалом           | Антон Зелос    | Давид Цогг | Фридль Пфайффер Франсуа Виньоль |
| Комбинация       | Антон Зелос    | Эмиль Алле | Биргер Рууд                     |

### Женщины
| Дисциплина       | Золото        | Серебро       | Бронза         |
| ---------------- | ------------- | ------------- | -------------- |
| Скоростной спуск | Кристль Кранц | Хади Пфайфер  | Анни Рюэгг     |
| Слалом           | Анни Рюэгг    | Кристль Кранц | Кете Гразеггер |
| Комбинация       | Кристль Кранц | Анни Рюэгг    | Кете Гразеггер |